# Sepp Helfrich

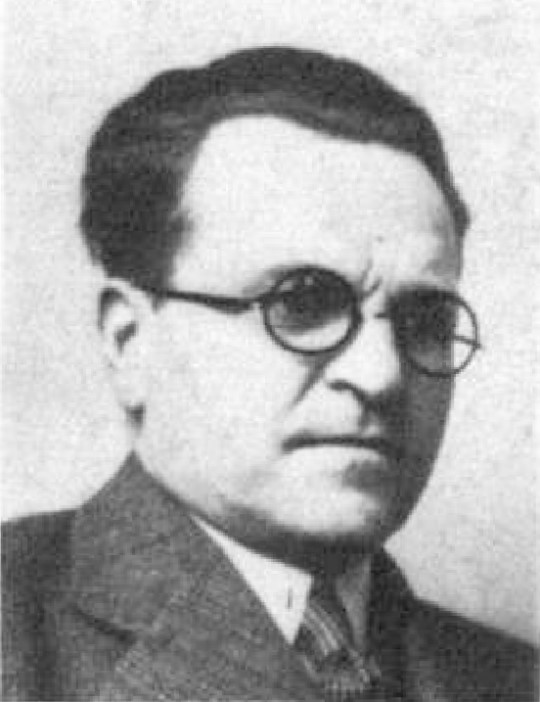
Sepp Helfrich

Sepp Helfrich (* 7. Juli 1900 in Lugos, deutsch Lugosch, Königreich Ungarn, Österreich-Ungarn; † 27. Januar 1963 in Graz) war ein österreichischer Nationalsozialist und kurzfristig Landeshauptmann der Steiermark.

## Leben
Nach dem Besuch der Volksschulen in Weißkirchen (serb.: Bela Crkva), Stein an der Donau und Göllersdorf, des Realgymnasiums in Stockerau und der Realschule in Graz leistete Sepp Helfrich 1918 einen mehrmonatigen Kriegsdienst in Italien. Er studierte ab 1921 an der Technischen Hochschule in Graz Agronomie und Bauwesen und anschließend an der Hochschule für Bodenkultur in Wien. 1926 schloss er  als Diplom-Ingenieur ab. Während seines Studiums wurde er Mitglied beim Verein Deutscher Studenten Graz. 1928 trat er in den Agrartechnischen Dienst bei der Landeshauptmannschaft Graz.
Zum 1. Mai 1933 trat er der NSDAP bei (Mitgliedsnummer 1.620.345). Im März 1937 wurde er wegen nationalsozialistischer Tätigkeit verhaftet. Nach dem „Anschluss Österreichs“ erfolgte seine sofortige Freilassung und am 12. März 1938 seine Ernennung zum Landeshauptmann der Steiermark. Dieses Amt übte er jedoch nur zehn Tage aus. Ab 1938 gehörte Helfrich dem nationalsozialistischen Reichstag an.
Helfrich wurde 1945 wegen seiner nationalsozialistischen Vergangenheit verhaftet. Nach seiner Entlassung war er von 1949 bis 1963 als Agrar-Oberbaurat bei der steiermärkischen Landesregierung in Graz tätig.